# Aristolochia littoralis

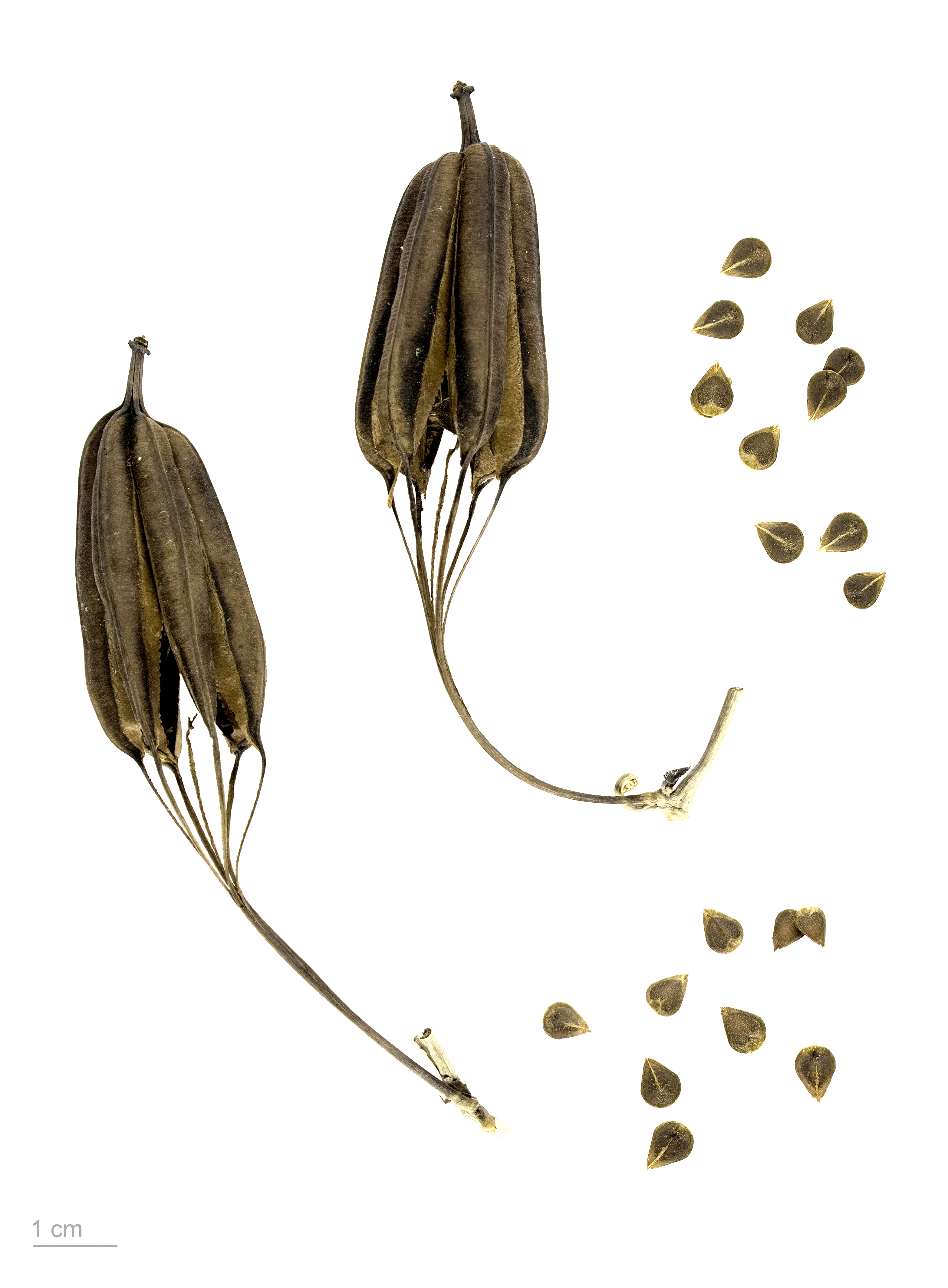
Aristolochia littoralis

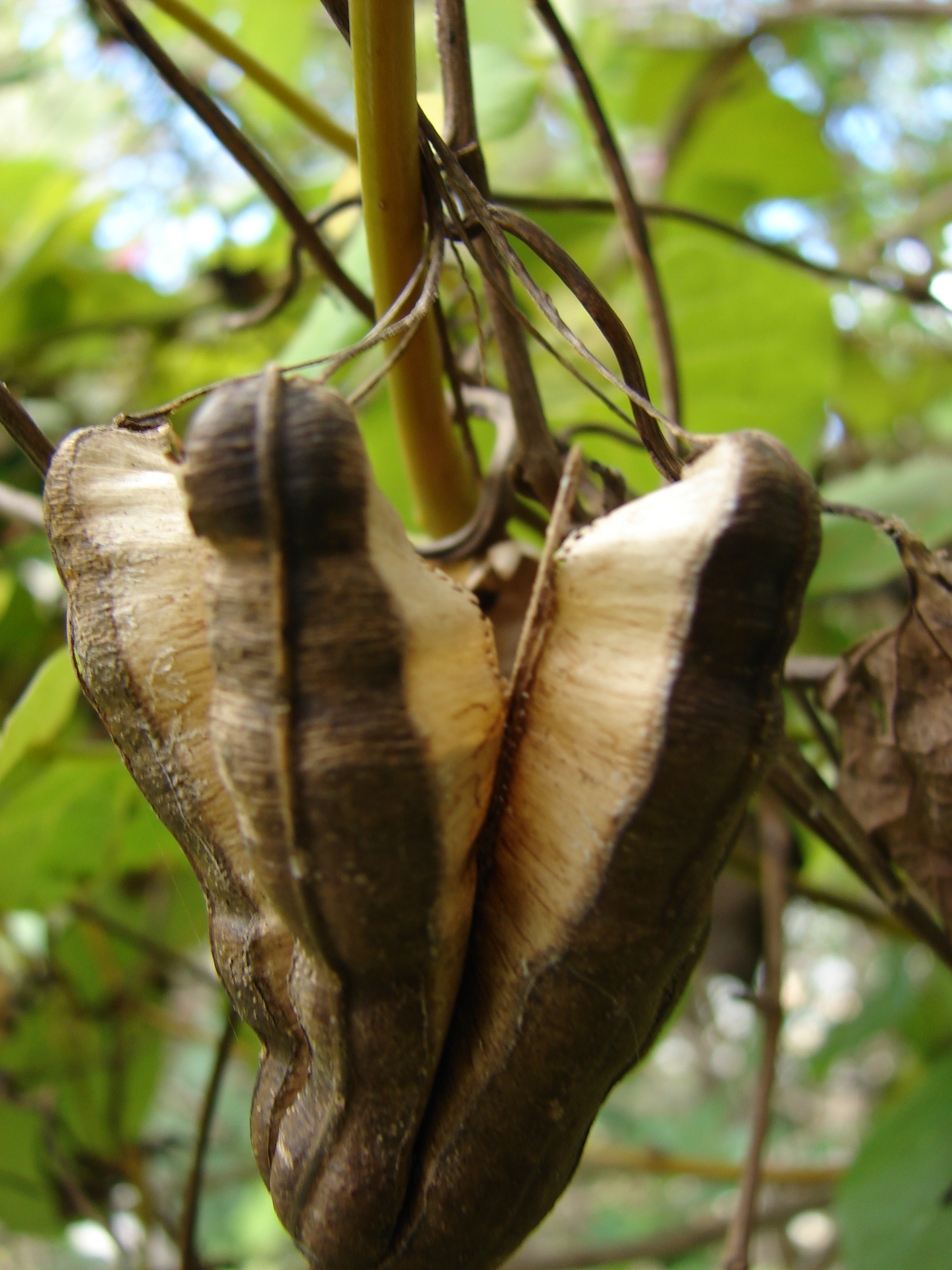
Detalle

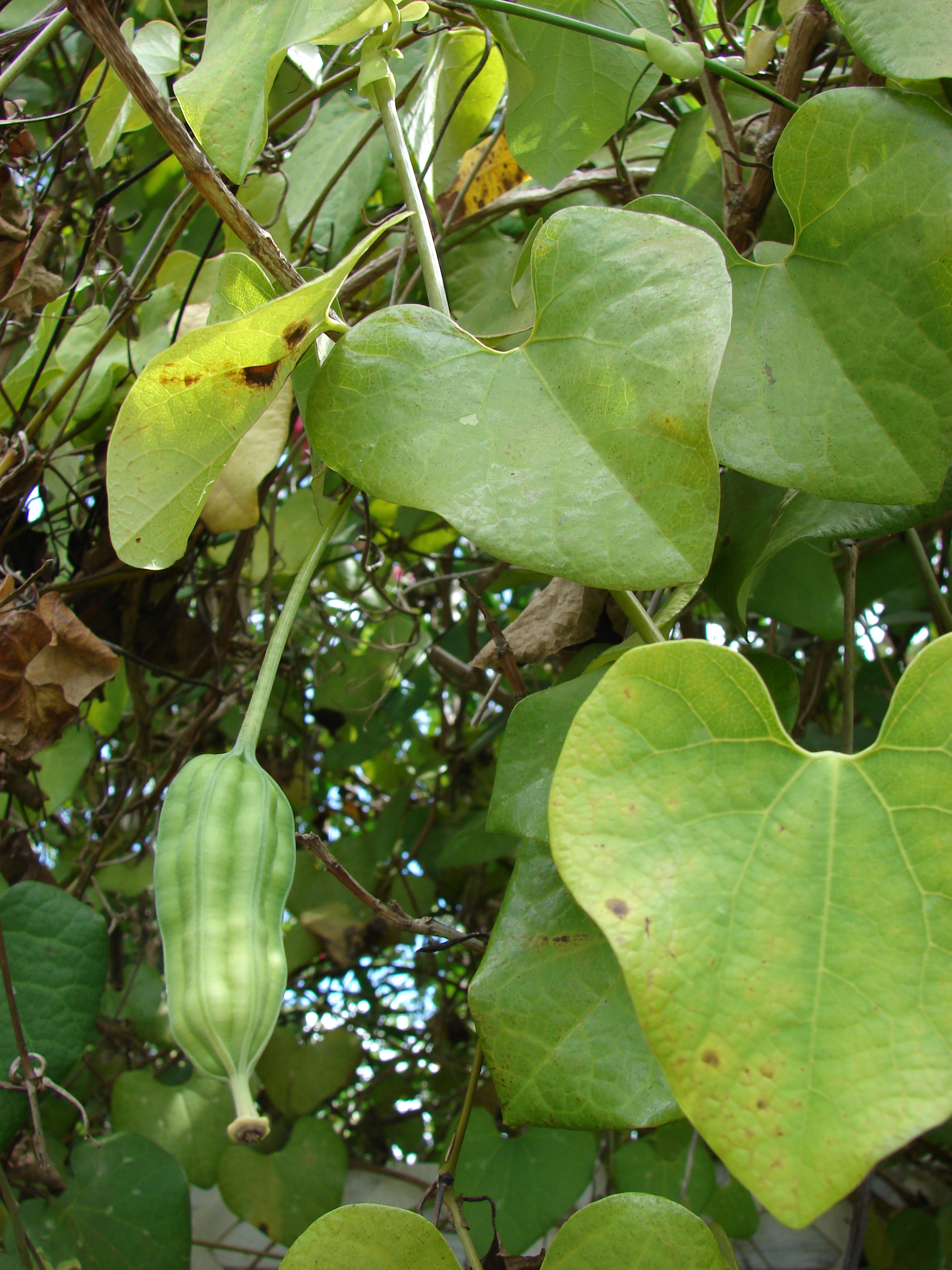
Frutos

La flor de calicó (Aristolochia littoralis) es una especie botánica, (sin. A. elegans) es una planta nativa de Brasil que ha invadido Estados Unidos y Australia donde son conocidas porque matan por envenenamiento a las mariposa birdwing birdwing.

## Descripción
Es una liana glabra. Las hojas de 7-9 cm de largo y 6-10 cm de ancho, anchamente ovadas; ápice obtuso o redondeado; base anchamente cordado-lobada, con seno profundo; margen plano; hojas glabras. Pecíolo 4.5-7 cm de largo, glabro. Pseudoestípulas circulares a anchamente ovadas, hasta 1.7-2 cm de largo y 1.7-2 cm de ancho. Pedúnculos de 7-12 cm de largo. Perigonio geniculado; utrículo elipsoide a oblongo, 2-4 cm de largo, 1-1.6 cm de diámetro; tubo curvado, 1.5-3 cm de largo, 3-7 mm de diámetro; limbo unilobulado, anchamente ovado, 4-7 cm de largo, 3.5-7.5 cm de ancho, de ápice obtuso o redondeado y base cordada, de color púrpura oscura con el centro amarillo en material fresco. Ginostemo 6-lobulado, 6-8 mm de largo, 3-6 mm de diámetro, con 6 anteras; anteras oblongas, alrededor de 4 mm de largo. Cápsula cilíndrica, 5-6 cm de largo, 2-3 cm de diámetro; rostro de 6-9 mm de largo, con un disco subapical. Semillas ovoides, 3.5-5 mm de largo, 3-5 mm de ancho, con ala alrededor de 1 mm de largo, verrugosas en la cara abaxial; la rafe linear promínula.

## Usos
Se utiliza bastante como planta ornamental en jardinería.
Su nombre común en castellano es "aristoloquia" o "candiles".
Es tolerante al encharcamiento. Necesita de un terreno húmedo y sus necesidades de riego son medias-altas. Requiere de un suelo ácido - neutro (pH 5,5 - 7,5).

## Taxonomía
Aristolochia littoralis fue descrita por  Domingo Parodi y publicado en Anales de la Sociedad Científica Argentina 5: 155. 1878.
Etimología
Aristolochia: nombre genérico que deriva de las palabras griegas aristos ( άριστος ) = "que es útil" y locheia ( λοχεία ) = "nacimiento", por su antiguo uso como ayuda en los partos.  Sin embargo, según Cicerón, la planta lleva el nombre de un tal "Aristolochos", que a partir de un sueño, había aprendido a utilizarla como un antídoto para las mordeduras de serpiente.

La aristoloquia se llamó ansí por parecer que a las mujeres socorría en el parto........La redonda tiene virtud contra todas las otras ponzoñas; mas la luenga resiste el daño de las serpientes y de cualquier veneno mortífero si se bebe una dracma della con vino y se aplica también por de fuera. Bebida con pimienta y con mirra expele el menstruo, las pares y la criatura del vientre; y lo mismo hace metida en la natura de la mujer. Pedacio Dioscórides Anazarbeo, acerca de la Materia Medicinal y de los venenos mortíferos. Andrés Laguna. 1566, Salamanca.

littoralis:, epíteto latino  que significa "litoral, al lado del mar".
Sinonimia
- Aristolochia elegans Mast.
- Aristolochia elegans var. grandiflora Hassl. ex F.González
- Aristolochia elegans var. hassleriana (Chodat) Hassl.
- Aristolochia hassleriana Chodat[5]